# リカルド・マンゲ・オバマ・ンフベア
リカルド・マンゲ・オバマ・ンフベア（Ricardo Mangue Obama Nfubea、1961年 - ）は、赤道ギニアの政治家で首相。赤道ギニア民主党党員。ファン族出身。
スペインのマドリード大学で政治科学と権利について学んだ。帰国後は行政分野で活躍し、大統領であるテオドロ・オビアン・ンゲマとその一族の弁護士にまでなった。前任のミゲル・アビア・ビテオ・ボリコ首相率いる内閣(閣僚評議会)で副首相を務めていたが、同内閣がンゲマ大統領により解散させられると、2006年8月14日、首相に抜擢された。1968年10月12日の赤道ギニア共和国成立以来、ファン族から、初めて首相が誕生したのである。
しかし政策を成し遂げる能力が無いとしてンゲマ大統領に糾弾され、ンゲマ大統領自らに「過去最悪の内閣の1つだ」と述べられるなど酷評された挙句、2008年7月8日に首相職から解任された。後任にはイグナシオ・ミラム・タング元副首相が任命された。